# Estadi Olímpic de Múnic
L'Estadi Olímpic de Múnic (en alemany: Olympiastadion München, o simplement Olympiastadion) és l'estadi que es construí a la ciutat de Múnic a Alemanya per als Jocs Olímpics d'Estiu de 1972. Ha esdevingut una de les obres cabbdals de l'arquitectura del segle xx. Té una capacitat de 69.250 espectadors.

## Disseny
Dissenyat per l'arquitecte alemany Günther Behnisch i l'enginyer Frei Otto, l'Olympiastadion va ser considerat revolucionari pel seu temps. Es va construir amb marquesines de metacrilat subjectades per cables d'acer. Era primera vegada que es feia servir aquest mètode a gran escala. La idea era imitar la serralada dels Alps i establir una contrapart als Jocs Olímpics d'Estiu de 1936 celebrats a Berlín sota el règim nazi. Els arquitectes volien simbolitzar la nova, democràtica i optimista Alemanya, fent-se evident amb el lema oficials dels Jocs: «Els jocs alegres» (en alemany: Die heitere Spiele).
L'estadi fou construït per l'empresa Bilfinger Berger i va ser ignaugurat el 26 de maig de 1972.

## Llegat post-olímpic
Després de la celebració dels Jocs Olímpics l'estadi fou utilitzat per a la celebració de la Copa del Món de Futbol de 1974 i el Campionat d'Europa de futbol 1988, les finals de la Copa d'Europa de futbol 1978-79, i de la Lliga de Campions de la UEFA en les edicions de 1992-93 i 1996-97.
Des de l'inici fou seu permanent del Fußball-Club Bayern München i TSV München von 1860, seu que van abandonaren el 2005 quan es va construir l'Allianz Arena per a la celebració de la Copa del Món de Futbol 2006.

## Referències

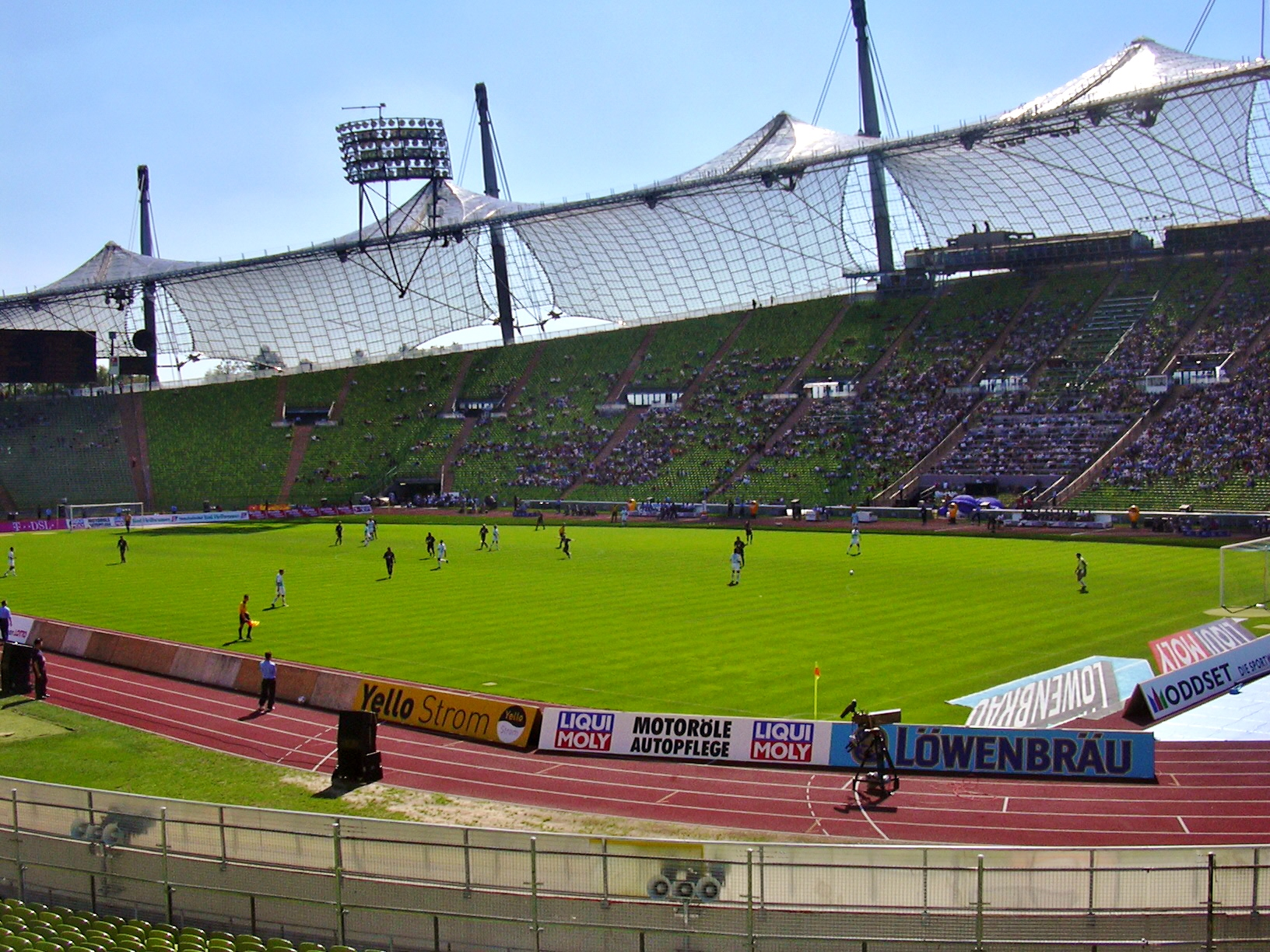
Partit de futbol del TSV 1860 München.